# Palazzo Ventapane
Il palazzo Ventapane è un edificio storico di Napoli ubicato in via Sant'Anna dei Lombardi, prosieguo verso piazza Dante di via Monteoliveto.
L'edificio probabilmente sorse già nel XVI secolo, mentre nel Seicento venne completamente rifatto secondo il gusto del barocco napoletano; in questo periodo vennero realizzati il portale in piperno a tutto sesto ricoperto con bugne e il balcone centrale in marmo ben lavorato. Presumibilmente, nei secoli successivi venne rimaneggiato e verso la fine del XIX secolo venne aggiunto un piano. Attualmente è distribuito tra i diversi proprietari dell'immobile.
Il palazzo originariamente si elevava su tre piani compreso il mezzanino; alla sommità si estende l'ultimo piano, realizzato appunto alla fine dell'Ottocento. La facciata presenta un bel portale sormontato dal balcone marmoreo, decorato con volute e motivi floreali riconducibili al manierismo. La finestra centrale del piano nobile è ornata ai lati per mezzo di volute di raccordo. 
Tra il 2023 e il 2024 si è provveduto a restaurare il cortile e la scala.
In alcune sale del piano nobile sono ancora presenti dei soffitti affrescati.

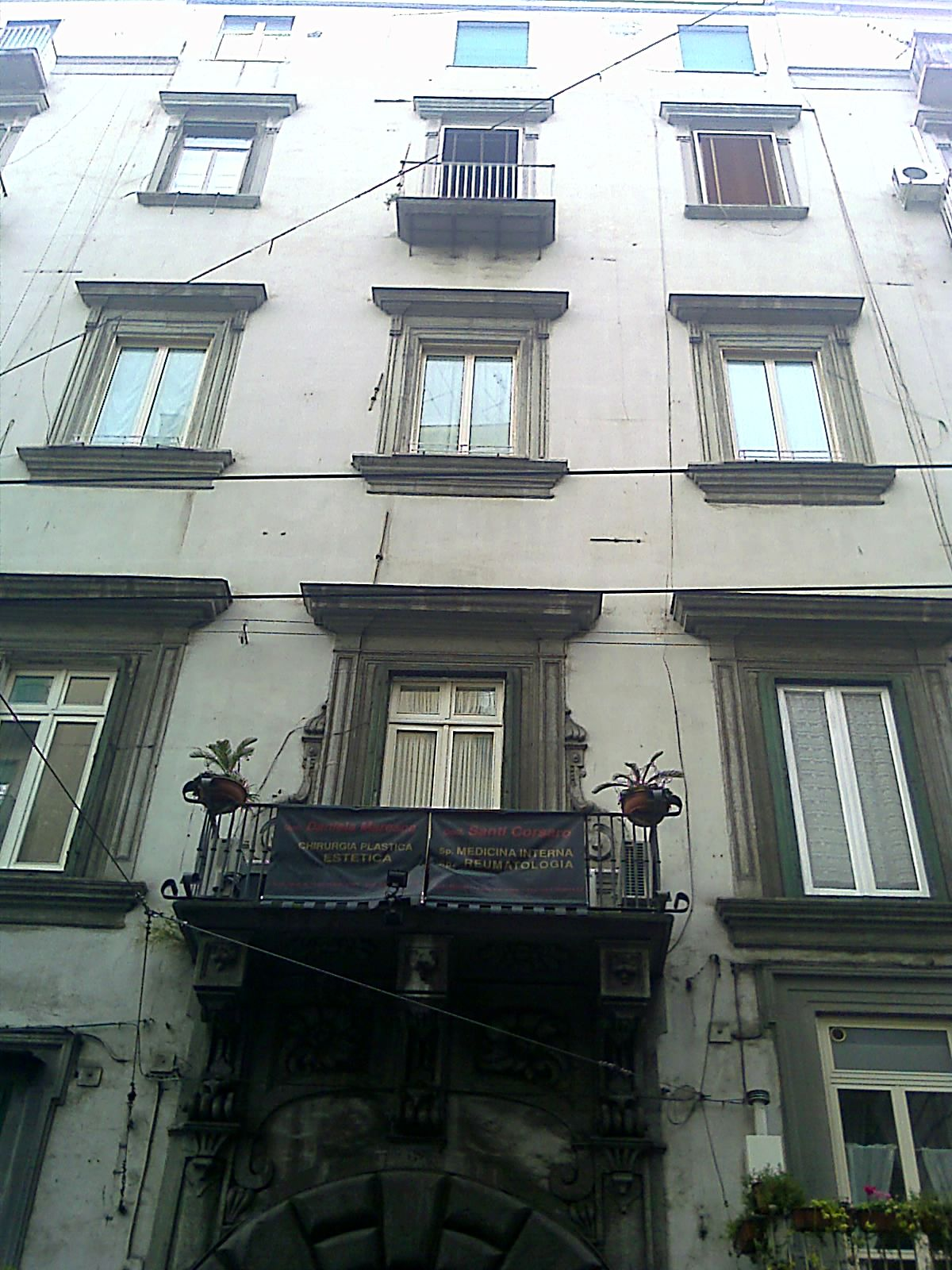
Palazzo
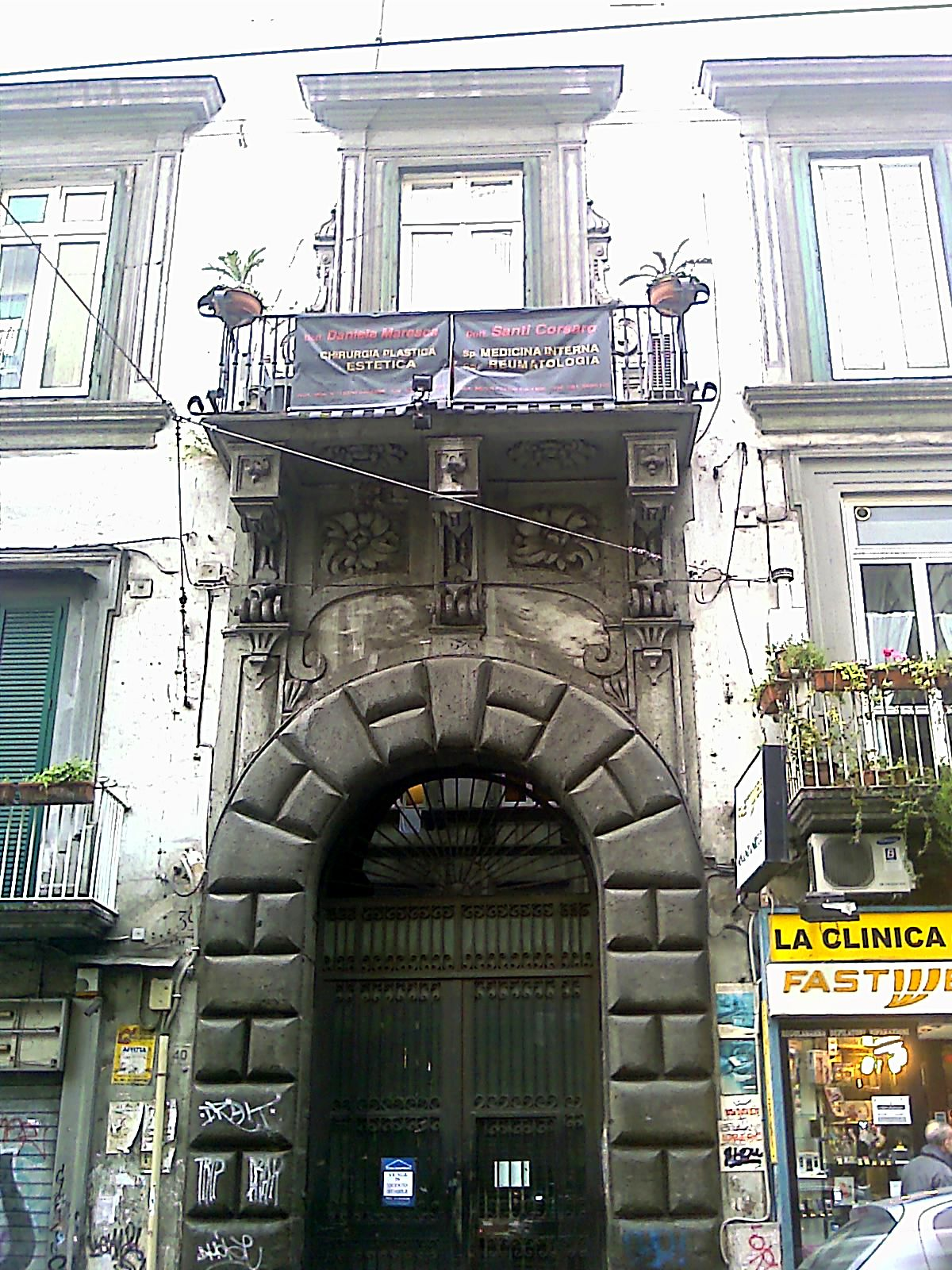
Portale e balcone